# 葛應斗
葛應斗（？—？），號台垣，山东兖州府鉅野縣人。

## 生平
万历四十年（1612年）壬子科山东乡试第三十名举人，四十七年（1619年）己未科進士，刑部觀政，四十八年授河南夏县知县，天啓二年考察調用，五年補官邢台县知县，崇祯元年四月考选，二年授户科给事中，管光禄寺，疏言申定官民服舍诸禁。三年八月疏紏陕西廵抚王顺行龙锺太甚，狼疾堪羞，部核令解任回籍。四年二月，应斗纠劾御史袁弘勋、锦衣卫都督同知张道浚，通赂窃权。命下大理寺勘问。弘勋受参将胡宗明、主事赵建极贿，嘱于兵部尚书梁廷栋、吏部尚书王永光。弘勋、道浚，皆永光所任也，俱论戍。永光罢职。四年九月升刑科右给事中。

## 家族
曾祖葛思仁，庠生。祖父葛中，增生。父葛焕，封知县。